# Торгівля

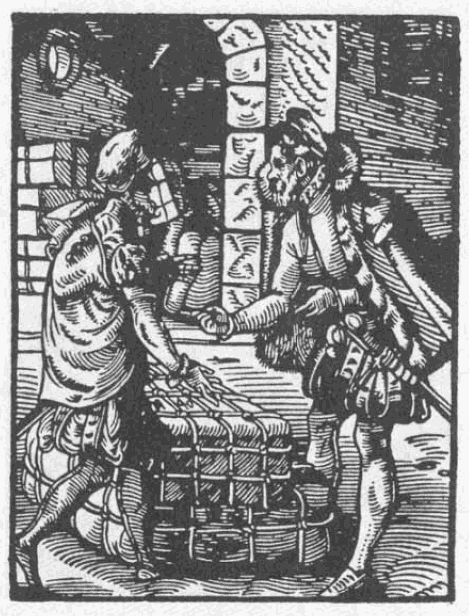
Два торговці в Німеччині 16 століття

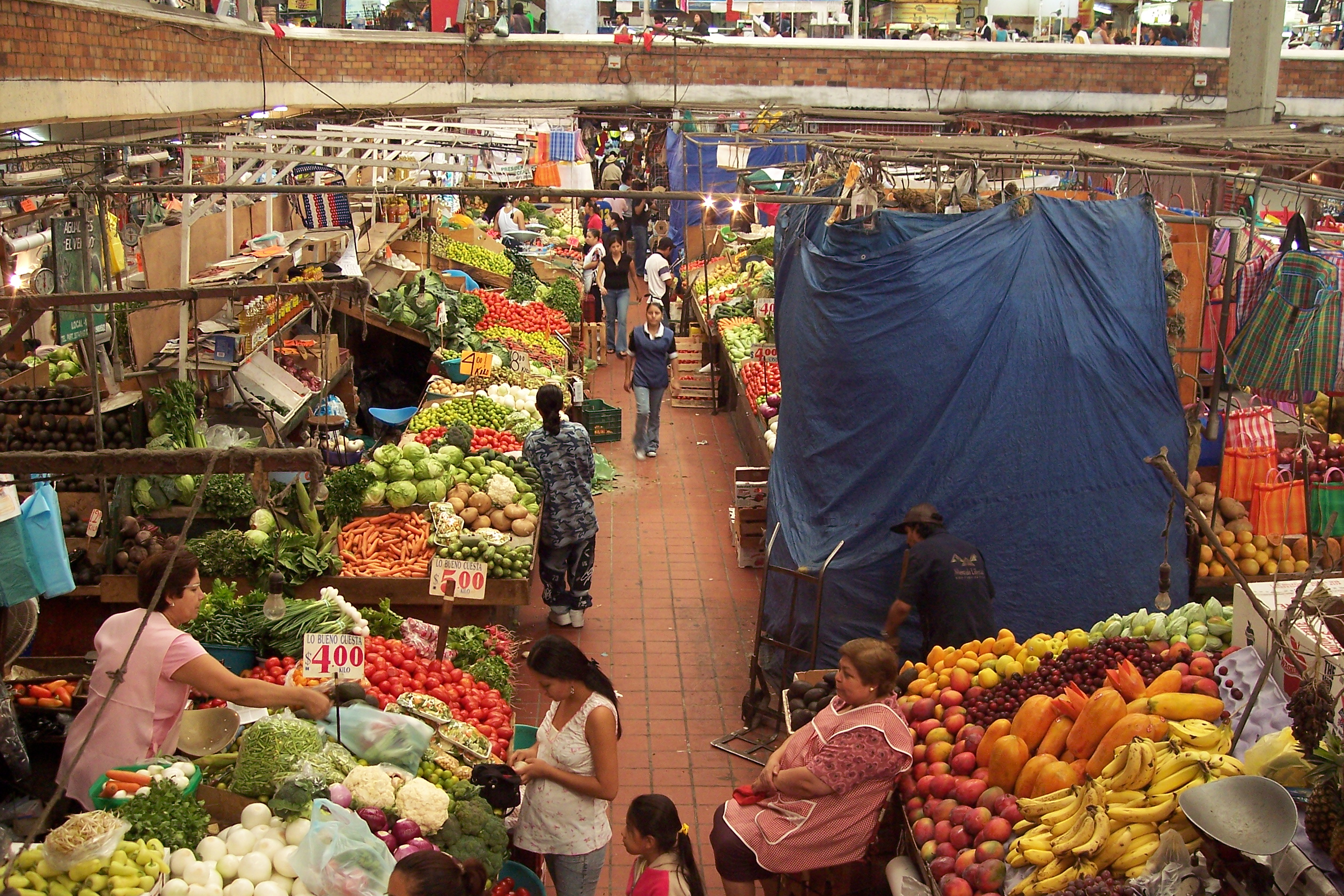
Ринок Сан-Хуан-де-Діос у Гвадалахарі, штат Халіско

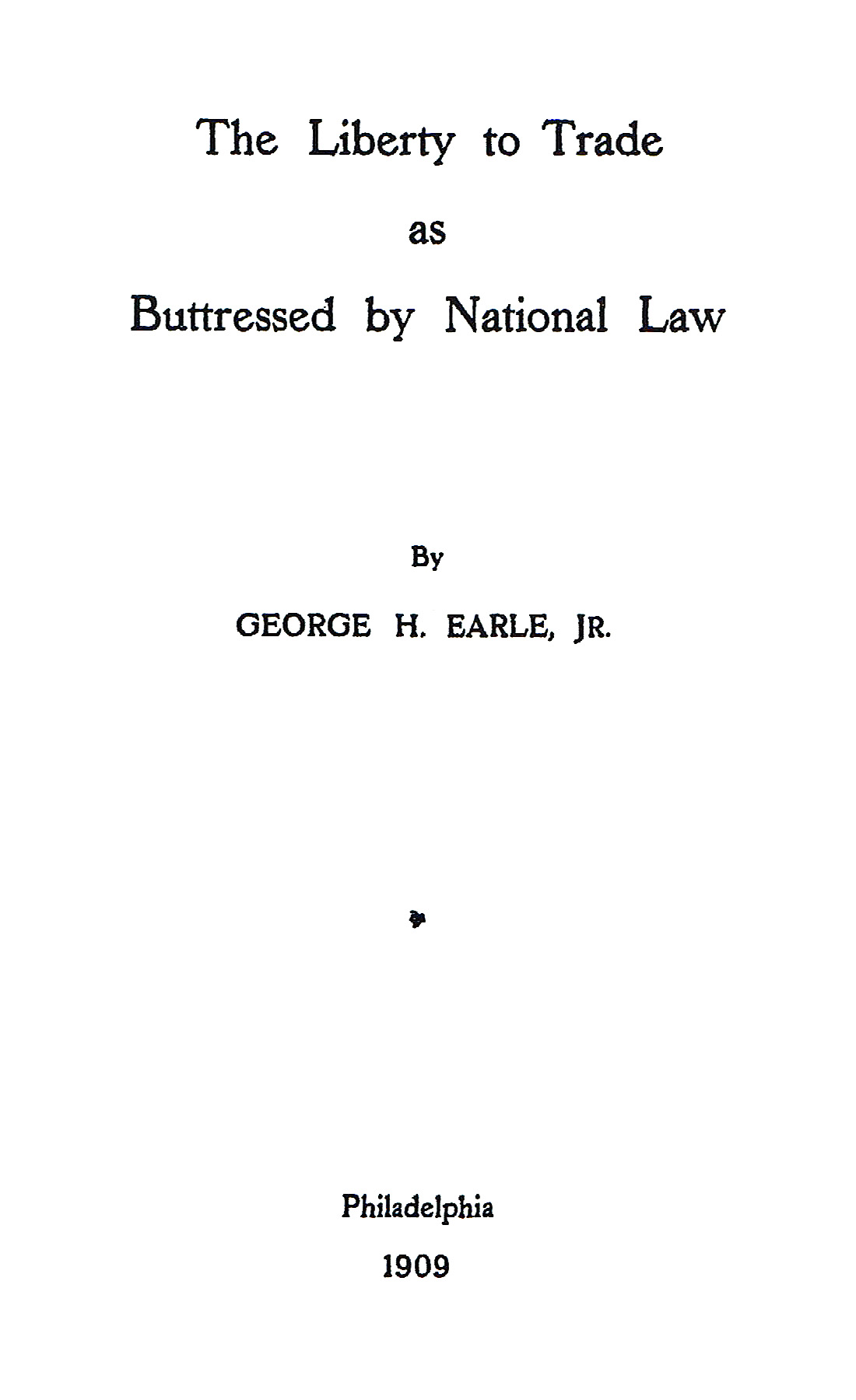
Свобода торгівлі, підкріплена національним законодавством (1909), Джордж Говард Ерл молодший

Торгі́вля, коме́рція, кра́ма́рство — процес обміну товарами, послугами, цінностями і грошима. У широкому значенні — вид підприємницької діяльності, пов'язаний з купівлею-продажем товарів. Економісти називають  систему або мережу, яка забезпечує торгівлю, ринком.
Торговці зазвичай ведуть переговори, використовуючи засіб кредитування або обміну, наприклад гроші. Хоча деякі економісти характеризують бартер (тобто обмін речами без використання грошей) як ранню форму торгівлі, гроші були винайдені ще до початку писемної історії. Отже, будь-яка історія про першу появу грошей здебільшого базується на припущеннях і логічних висновках. Акредитиви, паперові гроші та нематеріальні гроші значно спростили та сприяли торгівлі, оскільки купівлю можна відокремити від продажу або прибутку. Торгівля між двома трейдерами називається двосторонньою торгівлею, тоді як торгівля за участю більше двох торговців називається багатосторонньою торгівлею.
Згідно з одним із сучасних поглядів, торгівля існує завдяки спеціалізації та поділу праці, переважній формі економічної діяльності, в якій індивіди та групи зосереджуються на невеликому аспекті виробництва, але використовують свою продукцію в торгівлі для інших продуктів і потреб. Регіони можуть займатися торгівлею, тому що різні регіони можуть мати порівняльну перевагу (уявну або реальну) у виробництві деяких товарів, які можна продавати, включаючи видобуток природних ресурсів, які є дефіцитними або обмеженими в інших місцях. Наприклад, різні розміри регіонів можуть сприяти масовому виробництву. За таких обставин торгівля між локаціями за ринковою ціною може принести користь обом локаціям. Різні типи торговців можуть спеціалізуватися на торгівлі різними товарами; наприклад, торгівля спеціями та торгівля зерном історично були важливими для розвитку глобальної міжнародної економіки.

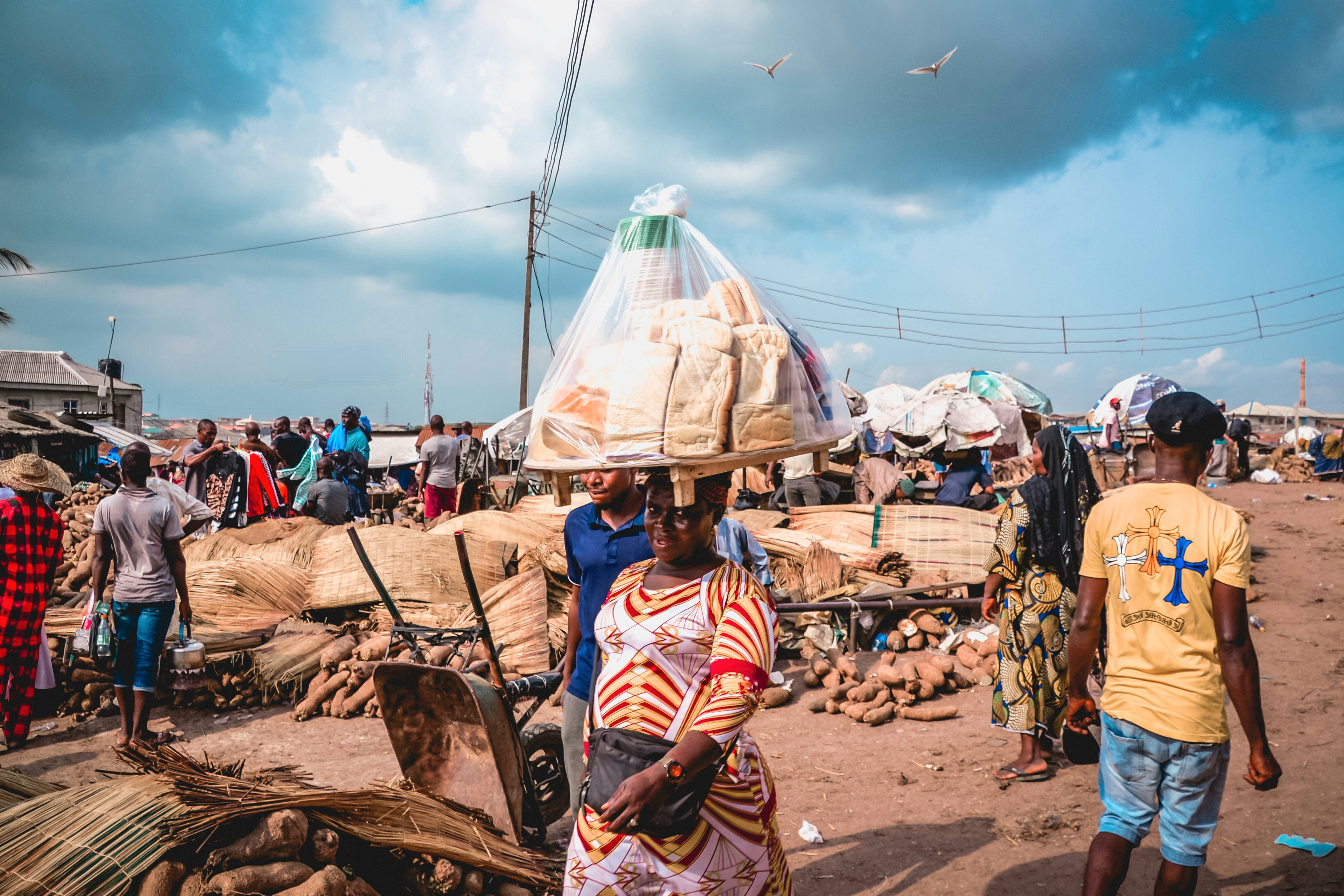
Жвавий ринок в місті Миля 12. Лагос — Нігерія

Роздрібна торгівля складається з продажу продуктів або товарів у певних місцях (наприклад, універмагах, бутіках чи кіосках), онлайн або поштою, невеликими або окремими партіями для безпосереднього споживання або використання покупцем. Гуртова торгівля — це продаж товарів роздрібним торговцям, промисловим, комерційним, інституційним чи іншим професійним бізнес-користувачам, або іншим гуртовим торговельним організаціям і відповідним підлеглим службам.
Історично відкритість деяких регіонів для вільної торгівлі значно зросла з 1815 року до початку Першої світової війни в 1914 році. Відкритість торгівлі знову зросла протягом 1920-х років, але сильно ослабла (зокрема в Європі та Північній Америці) під час Великої депресії 1930-х років. Відкритість торгівлі знову суттєво зросла з 1950-х років (хоча й із уповільненням під час нафтової кризи 1970-х років). Економісти та історики економіки стверджують, що нинішній рівень відкритості торгівлі є найвищим за всю історію.

## Етимологія
Торгівля походить від слова торг, яке, у свою чергу,  походить від праслов'янського tъrgъ.
Слово англійської мови Trade походить від trade середньоанглійської мови («шлях, курс керування»), введеного в англійську мову ганзейськими купцями; від trade («шлях, курс») середньонижньонімецької мови; від trada («слід, шлях») старосаксонської мови; від *tradō («доріжка, шлях») прагерманської мови, і споріднене з давньоанглійським словом  tredan («ступати»).
Commerce походить від латинського commercium — поєднання cum («разом») і merx («товар»).

## Історія

### Передісторія
Торгівля виникла в результаті комунікацій людей в доісторичні часи. Доісторичні люди обмінювалися товарами та послугами один з одним у рамках подарункової економіки до впровадження сучасної валюти. Пітер Уотсон датує початок торгівлі на великі відстані прибл. 150,000 років тому.
У Середземноморському регіоні найдавніші контакти між культурами включали представників виду Homo sapiens, які в основному використовували річку Дунай, починаючи з періоду 35 000–30 000 років тому[джерело?].

Кадуцей, який традиційно асоціюється з Меркурієм (римським богом-покровителем торговців), продовжує використовуватися як символ торгівлі.

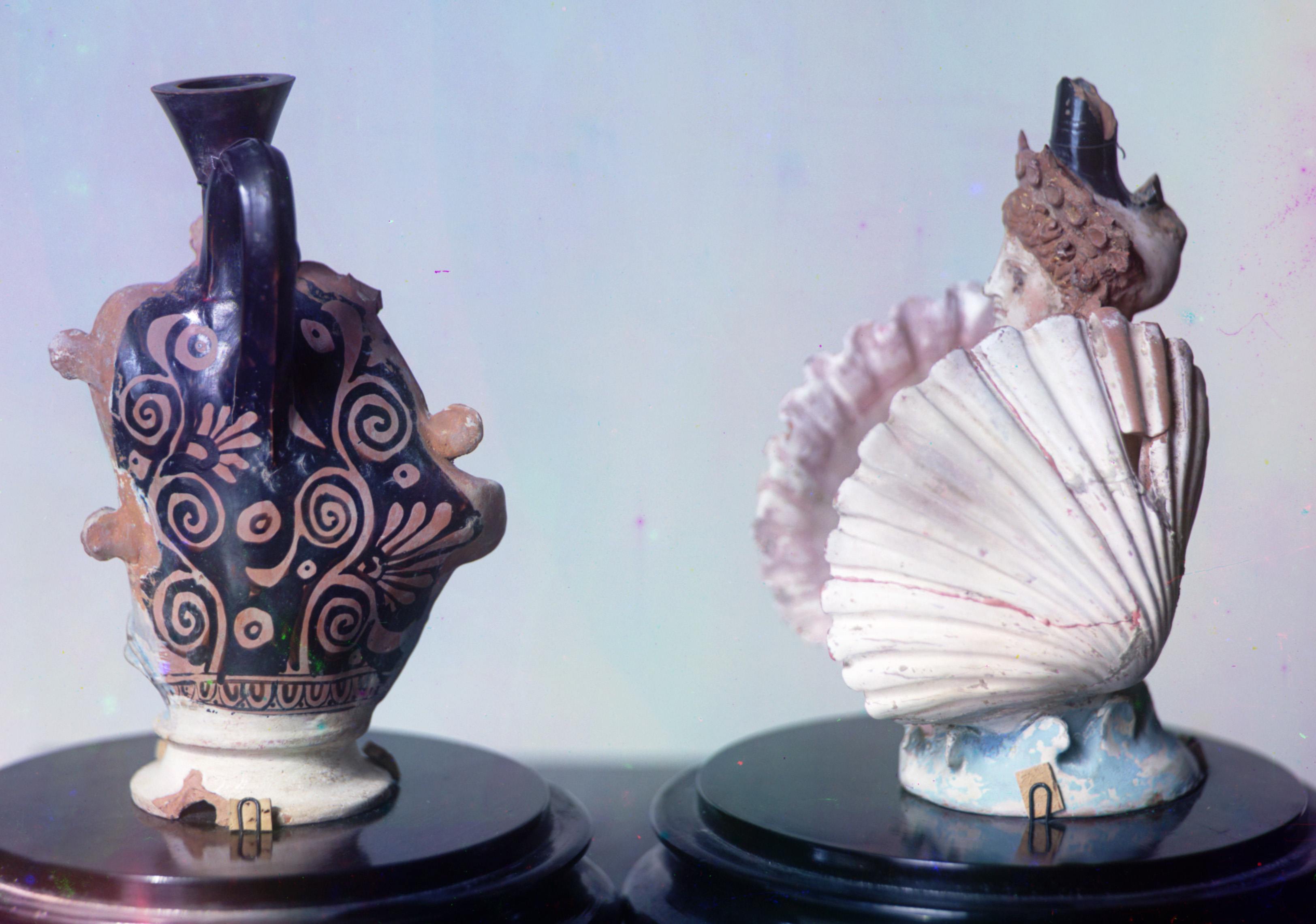
Стародавні етруські теракотові посудини «арибали», знайдені в 1860-х роках у кургані Велика Близниця біля Фанагорії, Південна Росія (в минулому — Боспорська держава, Боспор Кіммерійський, сьогоднішній Таманський півострів); на виставці в Ермітажі в Санкт-Петербурзі

Є свідчення того, що люди обмінювалися обсидіаном і кременем ще в кам'яну добу. Вважається, що торгівля обсидіаном відбувалася в Новій Гвінеї з 17 000 року до сучасної ери.
Найраніше використання обсидіану на Близькому Сході відноситься до нижнього і середнього палеоліту.— Такахіто, принц Мікаса
Роберт Карр Босанке досліджував торгівлю в кам'яну добу під час розкопок у 1901 році. Перші чіткі археологічні докази торгівлі виробленими товарами знайдені в південно-західній Азії.
Археологічні дані про використання обсидіану свідчать про те, що цей матеріал частіше вибирали замість кременю починаючи з пізнього мезоліту до неоліту, вимагаючи обміну, оскільки родовища обсидіану є рідкістю в Середземноморському регіоні.
Обсидіан став матеріалом для виготовлення різальних предметів посуду чи інструментів, хоча, оскільки інші матеріали були більш доступними, використання обмежувалося розкішним розпалюванням вогню високопоставленими членами племені (англ. «the rich man's flint»). Цікаво, що обсидіан зберіг свою цінність порівняно з кременем.
Перші торговці торгували обсидіаном на відстані 900 кілометрів у Середземноморському регіоні.
У Середземномор'ї обсидіан був найпоширенішим матеріалом під час неоліту в Європі. Торгові мережі існували близько 12 тис. років до н.е. Згідно з дослідженням Зарінса 1990 року, Анатолія була головним джерелом торгівлі з Левантом, Іраном і Єгиптом. З археології відомо, що Мілос і Ліпарі були одними з найпоширеніших джерел торгівлі в Середземноморському регіоні.
Шахта Сар-і-Санг в горах Афганістану була найбільшим джерелом торгівлі лазуритом. Цей матеріал найбільше торгувався під час періоду Касити у Вавилонії, починаючи з 1595 року до нашої ери.
Адам Сміт простежує походження комерції до самого початку фінансових операцій у доісторичні часи. Окрім традиційного самозабезпечення, торгівля стала основною навичкою доісторичних людей, які обмінювали один в одного те, що мали, на товари та послуги. Антропологічні дослідження показують, що бартер ніколи не розглядався як окрема економічна система, він завжди співіснував з формами кредиту.

### Антична історія

#### Середземномор'я та Близький Схід
Найдавніші свідчення писемності глибоко пов'язані з торгівлею, оскільки система глиняних жетонів, що використовувалась для обліку, знайдена в долині Верхнього Євфрату в Сирії, датована 10-м тисячоліттям до нашої ери, є однією з найдавніших версій писемності.
Ебла була великим торговим центром у третьому тисячолітті до нашої ери, її торгова мережа досягала Анатолії та північної Месопотамії.

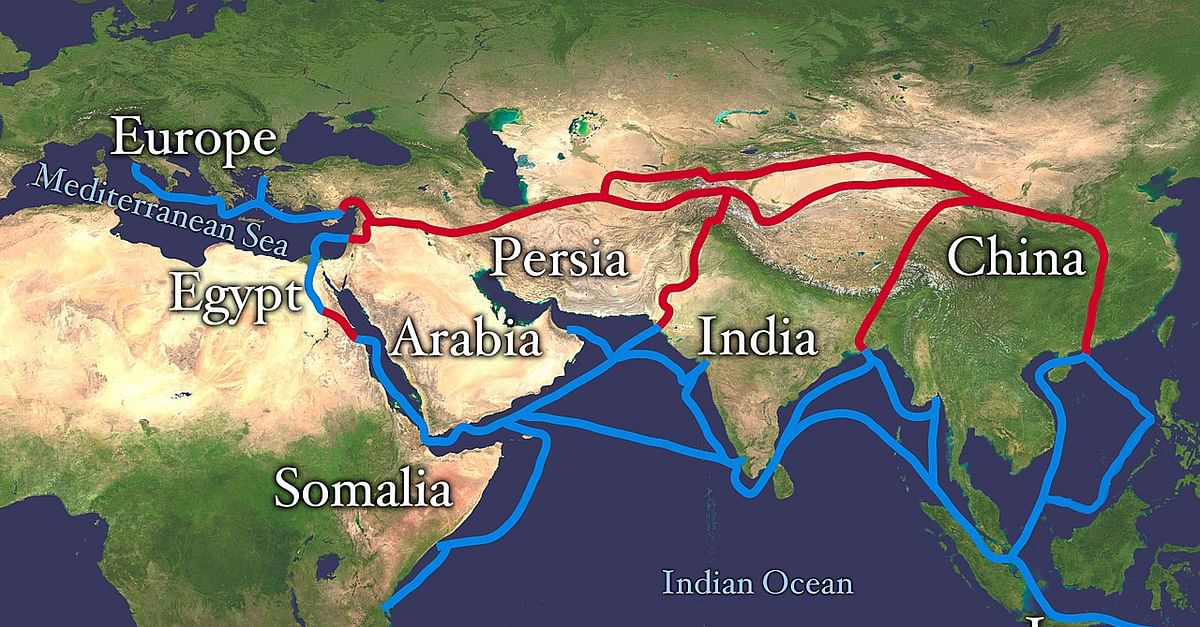
Карта Великого шовкового шляху між Європою та Азією

Починаючи з 3000 року до нашої ери торгівля з Єгиптом включала матеріали, які використовувалися для створення ювелірних виробів. Далекі торговельні шляхи вперше з'явилися в 3-му тисячолітті до нашої ери, коли шумери в Месопотамії торгували з індською цивілізацією в долині річки Інд. Фінікійці були відомими морськими торговцями, які подорожували через Середземне море, аж до Британії на північ за джерелами олова для виробництва бронзи. З цією метою вони заснували торгові колонії, які греки називали емпоріями. Уздовж узбережжя Середземного моря дослідники виявили безсумнівний зв'язок між ступенем розвинутої системи комунікацій прибережної території та поширеністю археологічних пам'яток залізної доби в цьому районі. Це свідчить про те, що торговельний потенціал місцевості був важливим чинником поселення людей.
Табличка скарг на Еа-насіра, датована 1750 роком до н. е., документує проблеми тогочасного торговця міддю.
Від початку грецької цивілізації до падіння Римської імперії в 5 столітті фінансово прибуткова торгівля доставляла цінні спеції до Європи з далекого сходу, включаючи Індію та Китай. Римська торгівля дозволила своїй імперії процвітати та вистояти. Остання Римська республіка та Pax Romana Римської імперії створили стабільну та безпечну транспортну мережу, яка дозволяла відправляти торговельні товари, не побоюючись значного піратства, оскільки Рим став єдиною ефективною морською державою в Середземному морі із завоюванням Єгипту та Близького сходу.
У Стародавній Греції Гермес був богом торгівлі (комерції) та мір і ваги. У Стародавньому Римі Меркурій був богом купців, свято якого відзначалося торговцями 25-го дня п'ятого місяця. Концепція вільної торгівлі була антитезою до волі та економічного напряму суверенів давньогрецьких держав. Вільна торгівля між державами була придушена необхідністю суворого внутрішнього контролю (через оподаткування) для підтримки безпеки в скарбниці суверена, що, тим не менш, дозволяло підтримувати крихту (modicum) цивілізованості в структурах функціонального спільнотного життя.
Падіння Римської імперії та наступні темні століття принесли нестабільність у Західну Європу та майже розпад торгової мережі в західному світі. Проте торгівля між королівствами Африки, Близького Сходу, Індії, Китаю та Південно-Східної Азії продовжувала процвітати. У західному світі підтримувався певний рівень торгівлі. Прикладом є раданіти, середньовічна гільдія або група (точне значення слова втрачено в історії) єврейських купців, які торгували між християнами в Європі та мусульманами Близького Сходу.

#### Індо-Тихоокеанський регіон

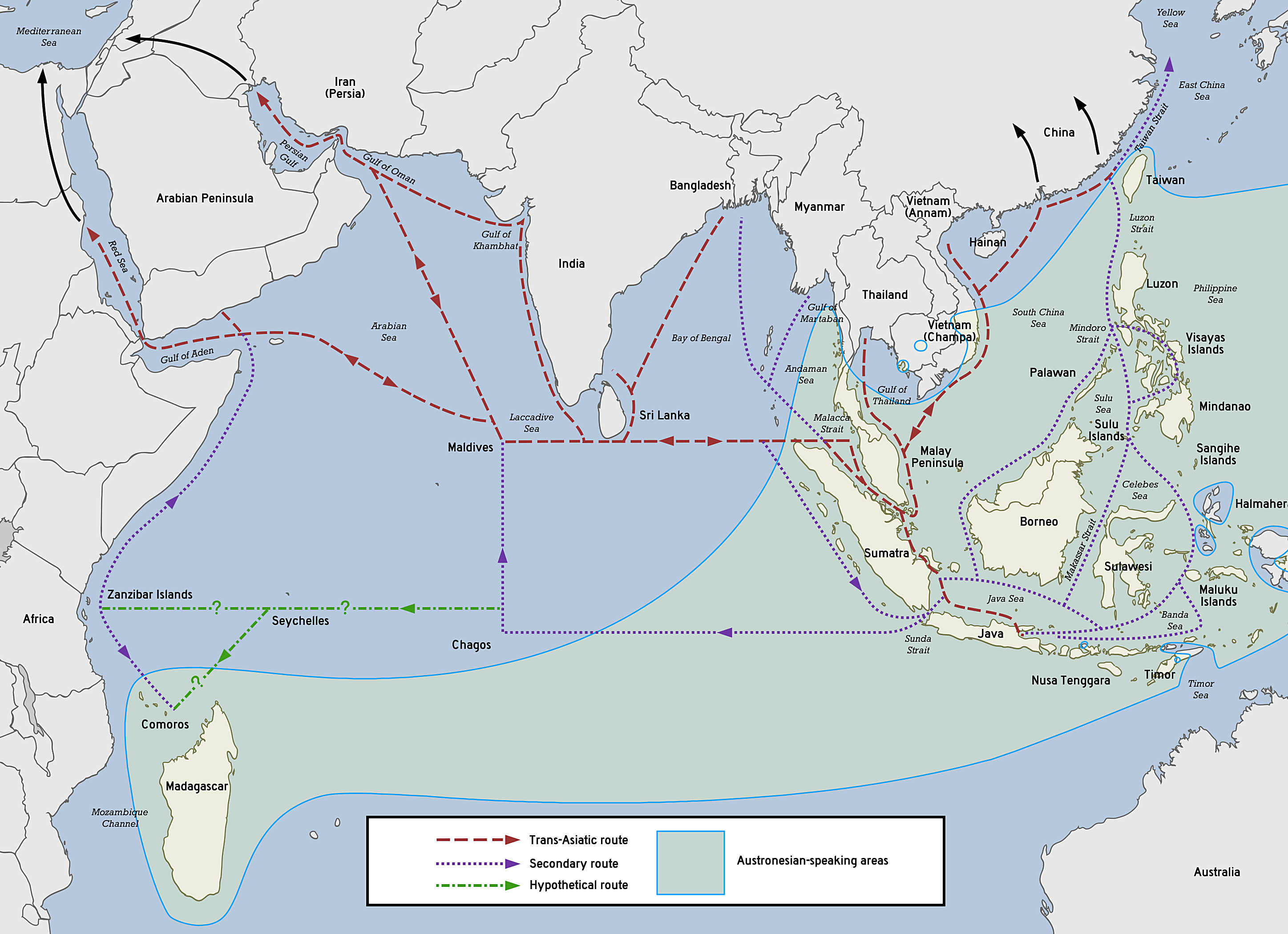
Австронезійська протоісторична та Морський шовковий шлях мережа морської торгівлі в Індійському океані

Перша справжня морська торгова мережа в Індійському океані була створена австронезійськими народами островів Південно-Східної Азії. Започаткована корінними народами Тайваню та Філіппін, морська нефритова дорога була розгалуженою торговою мережею, що з'єднувала численні райони Південно-Східної та Східної Азії. Основні товари виготовлялися з нефриту, видобутого на Тайвані корінними народами Тайваню та обробленого переважно на Філіппінах корінними філіппінцями, особливо в Батанесі, Лусоні та Палавані. Деякі товари також оброблялися у В'єтнамі, тоді як народи Малайзії, Брунею, Сінгапуру, Таїланду, Індонезії, та Камбоджі також брали участь у великій торговій мережі. Морська нефритова дорога є однією з найрозгалуженіших морських торговельних мереж одного геологічного матеріалу в доісторичному світі. Вона проіснувала принаймні 3000 років, досягнувши піку між 2000 роком до нашої ери та 500 роком нашої ери, і передувала Шовковому шляху в материковій частині Євразії та пізніше Морському Шовковому шляху. Морська нефритова дорога почала слабшати протягом останніх століть з 500 року нашої ери до 1000 року нашої ери. Весь період існування мережі був золотим віком для різноманітних суспільств регіону.
Мореплавці з Південно-Східної Азії також встановили торговельні шляхи з Південною Індією та Шрі-Ланкою ще в 1500 р. до н., започаткувавши обмін предметами матеріальної культури (такими як катамарани, човни з аутригерами, шиті дощаті човни та паани) і культигенами (наприклад, кокоси, сандалове дерево, банани, та цукрова тростина); вони також з'єднали матеріальні культури Індії та Китаю. Індонезійці, зокрема, торгували спеціями (головним чином корицею та коричником) зі Східною Африкою, використовуючи катамарани та човни з аутригерами та плаваючи за допомогою західних вітрів в Індійському океані. Ця торгова мережа розширилася до Африки та Аравійського півострова, що призвело до австронезійської колонізації Мадагаскару в першій половині першого тисячоліття нашої ери. Вона проіснувала до історичних часів, пізніше ставши Морським шовковим шляхом.

#### Месоамерика

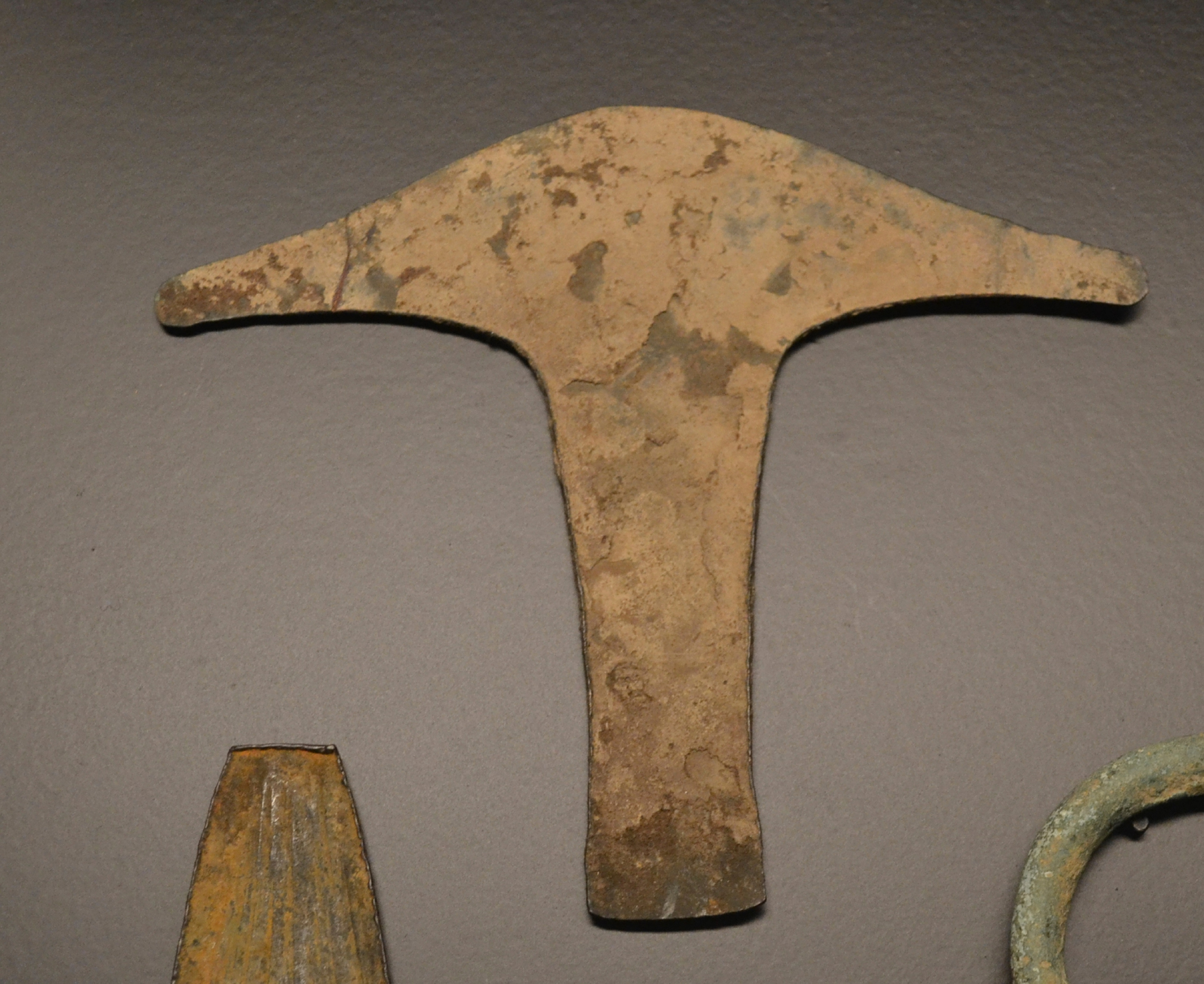
Тахадеро (Tajadero) або Гроші у вигляді сокир використовувалися як валюта в Месоамериці. Вони мали фіксовану вартість у 8000 зерен какао, які також використовувалися як валюта.

Відомо, що мережі обміну з’явилися в доколумбових суспільствах Мексики та прилеглих територій близько 1500 р. до н.е.
Торгові мережі сягали на північ до Оазисамерики. Є докази налагодженої морської торгівлі з культурами північно-західної частини Південної Америки та Карибського басейну.

### Середньовіччя
У період Середньовіччя в Європі розвивалася торгівля предметами розкоші на ярмарках. Багатство перетворилося на рухоме багатство або капітал. Розвинулися банківські системи, де гроші на рахунку переказувалися через національні кордони. Ринки з торгівлею з рук в руки стали частиною міського життя і регулювалися міською владою.
У Західній Європі була створена складна і розгалужена торгова мережа з вантажними кораблями, які були основними перевізниками товарів; двома прикладами таких вантажних суден є «когі» та «уркі». Багато портів розвивали власні розгалужені торгові мережі. Англійське портове місто Бристоль вело торгівлю з народами території сучасної Ісландії, уздовж усього західного узбережжя Франції, аж до території сучасної Іспанії.

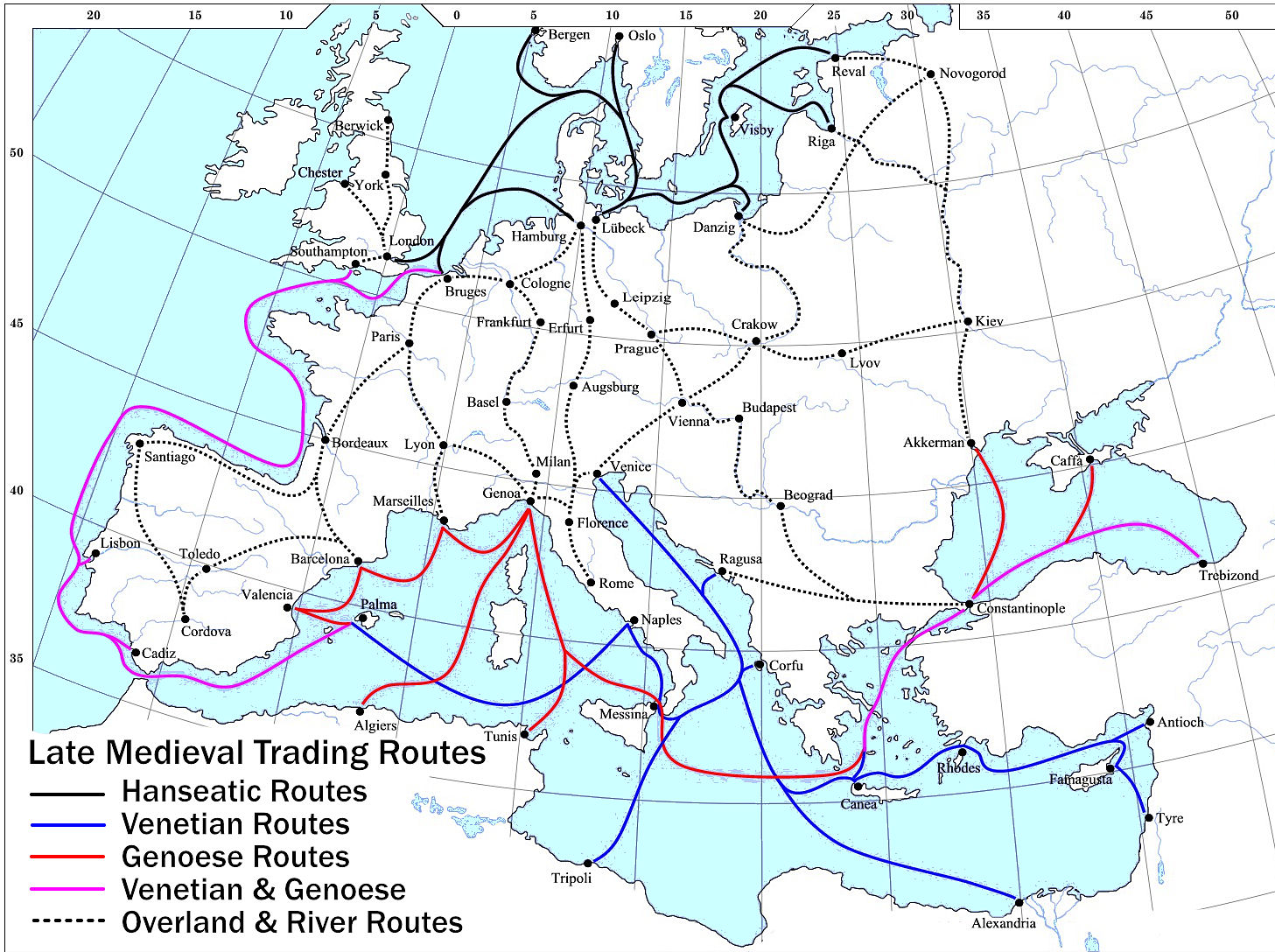
Карта, що показує основні торговельні шляхи в Європі пізнього середньовіччя

У середні віки Центральна Азія була економічним центром світу. Согдійці домінували на східно-західному торговому шляху, відомому як Великий шовковий шлях після 4-го століття н. е. до 8-го століття н. е., а Суяб і Тараз були одними з їхніх головних центрів на півночі. Вони були головними караванними торговцями Середньої Азії.
Починаючи з середньовіччя морські республіки, зокрема Венеція, Піза та Генуя, відігравали ключову роль у торгівлі вздовж Середземного моря. З XI століття до кінця XV століття Венеційська республіка і Генуезька республіка були великими торговими центрами. Вони домінували в торгівлі в Середземному і Чорному морях, маючи монопольний статус між Європою і Близькому Сході протягом століть.
З VIII по XI століття вікінги та варяги торгували морськими шляхами з Скандинавії. Вікінги пливли до Західної Європи, а варяги — до Київської Русі. Ганзейська унія була союзом торгових міст, які зберігали торговельну монополію на більшій частині Північної Європи та Балтії між 13-м і 17-м століттями.

### Доба вітрил і промислова революція
Португальський дослідник Васко да Гама став піонером європейської торгівлі спеціями в 1498 році, коли він досяг Калікута пропливши навколо мису Доброї Надії в південній частині африканського континенту. До цього постачання спецій до Європи з Індії контролювалося ісламськими державами, зокрема Єгиптом. Торгівля прянощами мала велике економічне значення та сприяла добі великих географічних відкриттів у Європі. Прянощі, привезені до Європи зі Східного світу, були одними з найцінніших товарів за своєю вагою, часом конкуруючи з золотом.
Починаючи з 1070 року, королівства Західної Африки стали важливими учасниками світової торгівлі. Спочатку торгівля включала переміщення золота та інших ресурсів, які відправляли мусульманські торговці через транссахарську торгову мережу. Починаючи з 16-го століття, європейські торговці купували золото, спеції, тканину, деревину та рабів із західноафриканських держав у рамках трикутникової торгівлі. Ця торгівля часто включала обмін на тканину, залізо або раковини каурі, які використовувалися на місцевому рівні як валюта.
Заснований у 1352 році Бенгальський султанат був великою торговельною нацією у світі; європейці часто називали його найбагатшою країною, з якою можна вести торгівлю.
У 16 і 17 століттях португальці отримали економічну перевагу в торгівлі з королівством Конго завдяки особливому підходу до торгівлі. У той час як португальські торговці зосереджувалися на накопиченні капіталу, у Конго багатьом предметам торгівлі надавалося духовне значення. За словами історика економіки Тобі Гріна, у Конго «давати більше, ніж отримувати було символом духовної та політичної влади та привілеїв».
У 16 столітті Сімнадцять провінцій були центром вільної торгівлі, не запроваджуючи валютного регулювання, та захищаючи вільний рух товарів. У торгівлі в Ост-Індії домінувала Португалія в 16 столітті, Голландська республіка в 17 столітті та Британія в 18 столітті. Іспанська імперія розвинула регулярні торгові зв'язки через Атлантичний і Тихий океани.

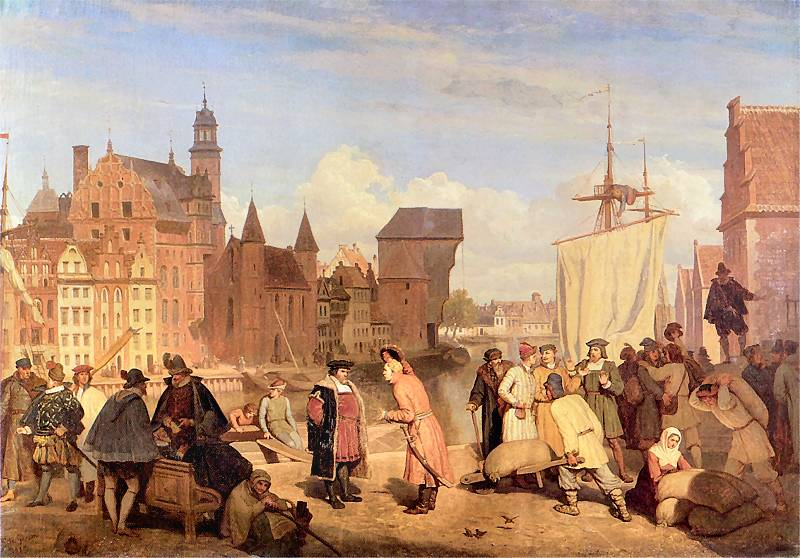
Гданськ у 17 столітті, порт Ганзейської унії

У 1776 році Адам Сміт опублікував статтю «Дослідження про природу і причини багатства народів». Стаття критикувала меркантилізм і стверджувала, що економічна спеціалізація може принести користь націям так само, як і компаніям. Оскільки поділ праці був обмежений розміром ринку, він стверджував, що країни, які мають доступ до більших ринків, зможуть ефективніше розподіляти працю і таким чином стати більш продуктивними. Сміт вважав всі виправдання контролю за імпортом і експортом «обманом», який завдає шкоди торговельній країні в цілому на користь окремих галузей.
У 1799 році голландська Ост-Індійська компанія, раніше найбільша компанія світу, збанкрутувала, частково через зростання конкурентної вільної торгівлі.

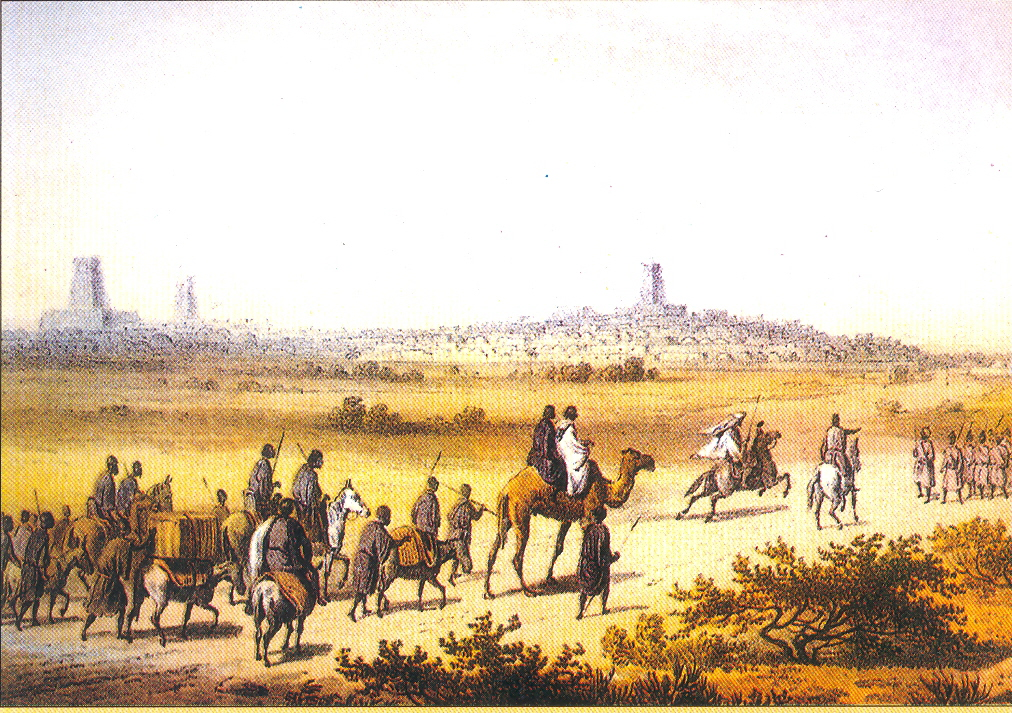
Торгівля берберів із Тімбукту, 1853 рік

### 19 століття
У 1817 році Девід Рікардо, Джеймс Мілл і Роберт Торренс показали у відомій теорії порівняльних переваг, що вільна торгівля принесе користь як промислово слабким, так і сильним. В книзі «Про принципи політичної економії та оподаткування» Рікардо висунув доктрину, яка досі вважається найбільш суперечливою в економіці:
Коли неефективний виробник надсилає товар, який він виробляє, до країни, яка може виробляти його ефективніше, виграють обидві країни.
У середині 19 століття панування вільної торгівлі базувалося переважно на національній перевазі. Тобто розрахунок робився на те, чи буде в власних інтересах певної країни відкривати свої кордони для імпорту.
Джон Стюарт Мілл довів, що країна, яка має монопольну ринкову владу на міжнародному ринку, може маніпулювати умовами торгівлі шляхом створення тарифів, і що відповіддю на це може бути взаємність у торговельній політиці. Рікардо та інші стверджували це раніше. Це було сприйнято як доказ проти універсальної доктрини вільної торгівлі, оскільки вважалося, що більша частина економічного надлишку торгівлі буде накопичуватися країною завдяки взаємної, а не повністю вільної торговельної політики. За цим протягом кількох років послідував сценарій зародження промисловості розроблений Міллем, пропагуючи теорію про те, що уряд мав обов'язок захищати молоді галузі, хоча лише протягом часу, необхідного для того, щоб вони розвинули повну потужність. Такий підхід став політикою багатьох країн, які намагалися індустріалізувати та витіснити англійських експортерів. Пізніше Мілтон Фрідман продовжив цю думку, показавши, що за деяких обставин тарифи можуть бути вигідними для приймаючої країни; але ніколи для світу в цілому.

### 20 століття
Велика депресія була великим економічним спадом, який тривав з 1929 року до кінця 1930-х років. У цей період спостерігалося велике падіння обсягів торгівлі та інших економічних показників.
Багато хто вважав відсутність вільної торгівлі головною причиною економічної депресії, що спричинила стагнацію та інфляцію. В Сполучених Штатах спад припинився лише під час Другої світової війни. Також під час війни, у 1944 році, 44 країни підписали Бреттон-Вудську угоду, яка мала на меті запобігти національним торговим бар'єрам, щоб уникнути економічних депресій. Угода створила правила та установи для регулювання міжнародної політичної економії: Міжнародний валютний фонд і Міжнародний банк реконструкції та розвитку (пізніше розділений на Світовий банк і Банк міжнародних розрахунків). Ці організації почали діяти в 1946 році після того, як угоду ратифікувала необхідна кількість країн. У 1947 році 23 країни погодилися створити Генеральну угоду з тарифів і торгівлі для сприяння вільній торгівлі.
Європейський Союз став найбільшим у світі експортером промислових товарів і послуг, найбільшим експортним ринком приблизно для 80 країн.

### 21 століття
Сьогодні торгівля — це лише частина складної системи компаній, які намагаються максимізувати свої прибутки, пропонуючи продукти та послуги риноку (який складається як з окремих осіб, так і з інших компаній) за найнижчою собівартістю продукції. Система міжнародної торгівлі допомогла розвинути світову економіку, але в поєднанні з двосторонніми або багатосторонніми угодами про зниження тарифів або досягнення вільної торгівлі іноді завдавала шкоди ринкам третього світу для місцевих продуктів.

### Вільна торгівля
Вільна торгівля — це політика, за якою уряд не дискримінує імпорт чи експорт шляхом застосування тарифів чи субсидій. Ця політика також відома як політика невтручання (фр. laissez-faire). Така політика не обов'язково означає, що країна відмовляється від будь-якого контролю та оподаткування імпорту та експорту.
Наприкінці 20-го століття та на початку 2000-х років вільна торгівля розвивалася далі:
- У 1992 році Європейський Союз зняв бар'єри для внутрішньої торгівлі товарами та руху робочої сили.
- 1 січня 1994 року набула чинності Північноамериканська угода про вільну торгівлю (NAFTA).
- У 1994 році Марракешська угода угода з тарифів і торгівлі визначила створення СОТ.
- 1 січня 1995 року було створено Світову організацію торгівлі для сприяння вільній торгівлі шляхом обов'язкового взаємного надання статусу найбільшого сприяння торгівлі між усіма підписантами.
- Європейське співтовариство було перетворено на Європейський Союз, який створив економічний і валютний союз (ЄВС) у 2002 році, ввівши євро, і таким чином створивши справжній єдиний ринок між 13 державами-членами станом на 1 січня 2007 року.
- 2005 року підписано угоду про вільну торгівлю Домініканської Республіки та Центральної Америки[en]; до неї входять США і Домініканська Республіка.

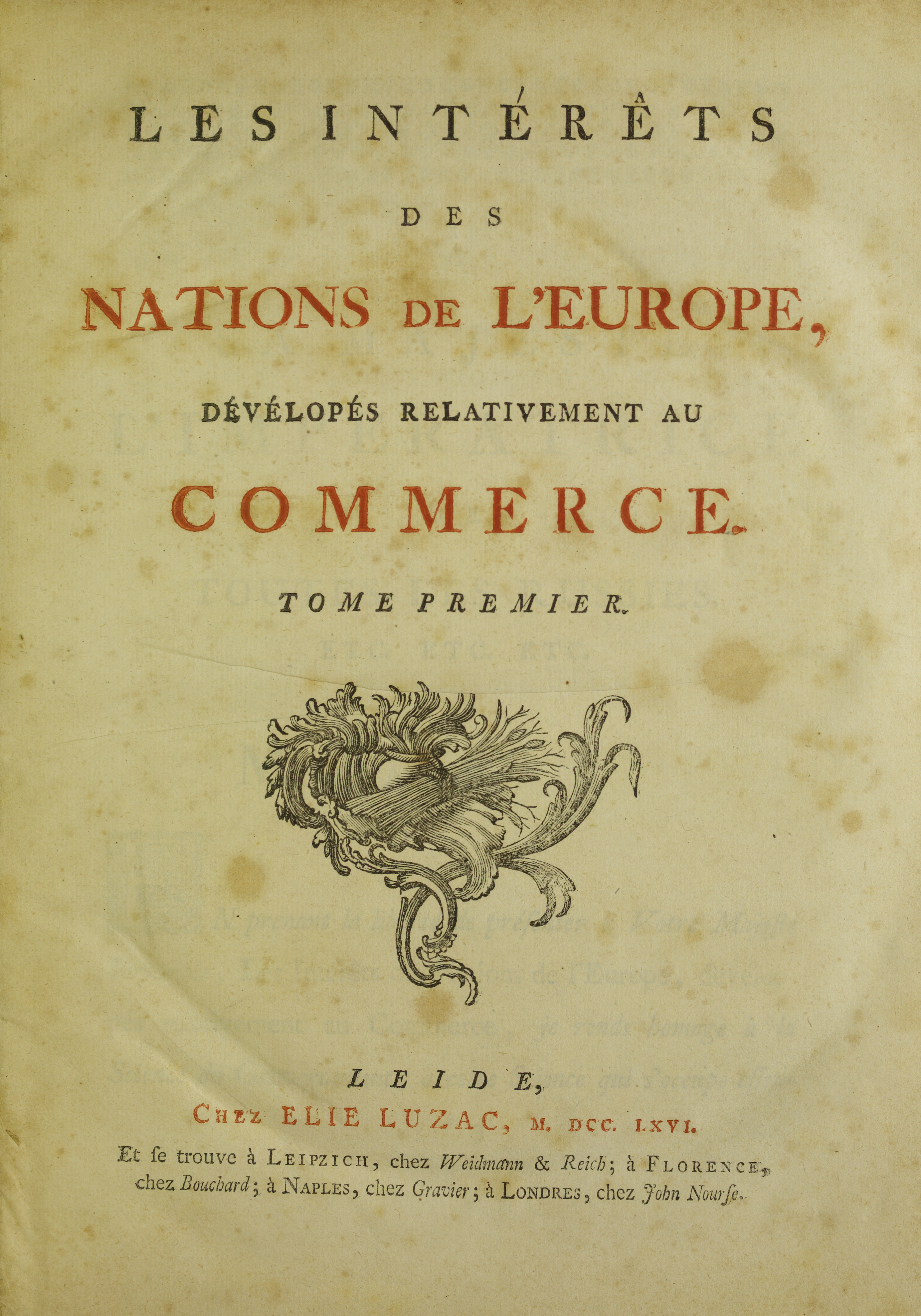
Intérêts des nations de l'Europe, dévélopés relativement au commerce (Інтереси народів Європи, розвинуті у зв'язку з торгівлею), 1766

## Перспективи

### Протекціонізм
Протекціонізм — це політика стримування та перешкоджання торгівлі між державами, що контрастує з політикою вільної торгівлі.  Ця політика часто приймає форму тарифів і обмежувальних квот. Протекціоністська політика була особливо поширена в 1930-х роках, в період між Великою депресією та початком Другої світової війни.

### Релігія
Ісламські вчення заохочують торгівлю (і засуджують лихварство та нарахування відсотків).
Юдео-християнські вчення не забороняють торгівлю. Вони забороняють шахрайство та нечесні заходи. У минулому вони забороняли стягувати відсотки за позиками.

### Створення грошей

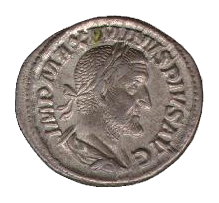
Римський денарій

Вперше як гроші стали використовувати предмети, що мали власну цінність. Вони називаються товарними грошима і включають будь-який загальнодоступний товар, який має внутрішню вартість; історичні приклади включають свиней, рідкісні раковини, зуби кита та (часто) велику рогату худобу. В імперії ацтеків за правління Монтесуми какао-боби стали законною валютою.
Валюта була введена як стандартизовані гроші, щоб сприяти ширшому обміну товарами та послугами. Ця перша стадія валюти, де метали використовувалися для представлення збереженої вартості, а символи для представлення товарів, лягла в основу торгівлі в Родючому півмісяці протягом понад 1500 років.
У нумізматів є зразки монет із найдавніших великих суспільств, хоча спочатку вони були непозначеними шматками дорогоцінного металу.

## Тренди

### Доський раунд
Доський раунд переговорів Світової організації торгівлі мав на меті знизити бар'єри для торгівлі в усьому світі, зосередившись на тому, щоб зробити торгівлю більш справедливою для країн, що розвиваються. Переговори зайшли в глухий кут через розбіжності між багатими розвиненими країнами, представленими G20, і великими країнами, що розвиваються. Найважче було досягти угоди щодо найважливішого питання — сільськогосподарських субсидій. На відміну від цього, було досягнуто згоди щодо сприяння торгівлі та розвитку потенціалу. Доський раунд розпочався в Досі, Катар, а переговори продовжилися в: Канкуні, Мексика; Женеваі, Швейцарія; Парижі, Франція, і Гонконгу[джерело?].

### Китай
Приблизно з 1978 року уряд Китайської Народної Республіки (КНР) розпочав експеримент з економічної реформи. На відміну від попередньої централізованої планової економіки радянського зразка, нові заходи поступово пом'якшували обмеження на сільське господарство, розподіл сільськогосподарської продукції, а через кілька років – на міські підприємства та робочу силу. Більш орієнтований на ринок підхід зменшив неефективність і стимулював приватні інвестиції, особливо фермерів, що призвело до підвищення продуктивності та виробництва. Однією з особливостей було створення чотирьох (а згодом п'яти) спеціальних економічних зон, розташованих уздовж південно-східного узбережжя.
Реформи виявилися вражаюче успішними з точки зору збільшення виробництва, різноманітності, якості, ціни та попиту. У реальному вираженні економіка подвоїлася в розмірі між 1978 і 1986 роками, потім знову подвоїлася до 1994 року і ще раз подвоїлася до 2003 року. У реальному перерахунку на душу населення подвоєння порівняно з базовим показником 1978 року відбулося в 1987, 1996 і 2006 роках. До 2008 року економіка в 16,7 разів перевищила розмір 1978 року, і в 12,1 рази перевищила попередній рівень на душу населення. Міжнародна торгівля розвивалася ще швидше, подвоюючись в середньому кожні 4,5 роки. Загальний обсяг двосторонньої торгівлі в січні 1998 року перевищив показник за весь 1978 рік; у першому кварталі 2009 року товарообіг перевищив рівень 1998 року. У 2008 році двостороння торгівля Китаю склала 2,56 трильйона доларів США.
У 1991 році Китай приєднався до Азіатсько-Тихоокеанської групи економічного співробітництва, форуму сприяння торгівлі. У 2001 році Китай також приєднався до Світової організації торгівлі.

## Види торгівлі
Розрізняють гуртову і роздрібну торгівлю; міжнародну і внутрішню.

### Гуртова торгівля
Гуртова торгівля — це діяльність із придбання та відповідного перетворення товару для подальшої його реалізації підприємствам роздрібної торгівлі або іншим суб'єктам підприємницької діяльності.

### Роздрібна торгівля
Процес обміну товарами на гроші (чи інший еквівалент вираження ціни товару) з метою задоволення потреби споживача й отримання прибутку.

### Внутрішня торгівля
Внутрішня торгівля — це торгівля в межах окремої країни.

### Міжнародна торгівля
Міжнародна торгівля — це торгівля між різними країнами, яка складається з імпорту й експорту. У більшості країн вона становить значну частину ВВП. Хоча міжнародна торгівля була присутня протягом більшої частини історії (див. Шовковий шлях, Бурштиновий шлях), її економічне, соціальне та політичне значення зросло в останні століття, головним чином завдяки індустріалізації, розвиненому транспорту, глобалізації, транснаціональним корпораціям та аутсорсингу[джерело?].
Емпіричні докази успіху торгівлі можна побачити в контрасті між такими країнами, як Південна Корея, яка прийняла політику експортно-орієнтованої індустріалізації, та Індія, яка історично проводила більш закриту політику. За останні п'ятдесят років Південна Корея досягла набагато кращих результатів за економічними критеріями, ніж Індія, хоча її успіх також пов'язаний з ефективними державними інституціями.

#### Торговельні санкції
Торговельні санкції проти певної країни іноді застосовуються для того, щоб покарати цю країну за певні дії. Ембарго, сувора форма зовнішньої ізоляції, — це блокада всієї торгівлі однієї країни з іншою. Наприклад, Сполучені Штати мають ембарго проти Куби вже понад 60 років. Зазвичай ембарго є тимчасовим. Наприклад, Вірменія ввела тимчасове ембарго на турецьку продукцію і забороняє будь-який імпорт з Туреччини 31 грудня 2020 року. Ситуація викликана побоюваннями щодо продовольчої безпеки з огляду на вороже ставлення Туреччини до Вірменії.

#### Справедлива торгівля
Рух «Справедлива торгівля», також відомий як рух «торгової справедливості», сприяє використанню трудових, екологічних і соціальних стандартів для виробництва товарів, особливо тих, що експортуються з Третього та Другого світу до Першого світу. Такі ідеї також викликали дискусію про те, чи слід систематизувати саму торгівлю як право людини.
Компанії-імпортери добровільно дотримуються стандартів чесної торгівлі, або уряди можуть забезпечувати їх дотримання шляхом поєднання трудового та комерційного права. Пропонована та практикувана політика справедливої торгівлі дуже різниться, починаючи від загальної заборони товарів, виготовлених з використанням рабської праці до схем цінової підтримки, подібних до тих, що застосовувалися в 1980-х роках для кави. Неурядові організації також відіграють певну роль у просуванні стандартів справедливої торгівлі, виступаючи незалежними спостерігачами дотримання вимог до маркування. Таким чином, це форма протекціонізму

## Учасники торгівлі
- Продавець
- Покупець

У деяких випадках на практиці одна й та сама людина може бути одночасно і продавцем, і покупцем товару.

## Соціальна відповідальність торгівлі
Якщо продукція не відповідає вимогам, то постачальник несе відповідальність[джерело?].